# Dizzy Up the Girl
Albums de Goo Goo Dolls
Bang!
(1997) What I Learned About Ego, Opinion, Art & Commerce
(2001)
Dizzy Up the Girl est le sixième album du groupe de rock Goo Goo Dolls, sorti le 22 septembre 1998 chez Warner Bros..

## Liste des pistes[8]
Toutes les pistes sont écrites par Johnny Rzeznik sauf notification contraire.
1. Dizzy – 2:41
2. Slide – 3:32
3. Broadway – 3:58
4. January Friend (Robby Takac) – 2:44
5. Black Balloon – 4:10
6. Bullet Proof – 4:37
7. Amigone (Robby Takac) – 3:15
8. All Eyes on Me (Paroles: Johnny Rzeznik and Robby Takac/Musique: Goo Goo Dolls) – 4:00
9. Full Forever (Robby Takac) – 2:52
10. Acoustic #3 – 1:56
11. Iris – 4:49
12. Extra Pale (Robby Takac) – 2:10
13. Hate this Place – 4:23
14. Iris (version acoustique) - (Piste cachée sur la version japonaise)

## Personnel
- Ken Allardyce – ingénieur du son
- David Campbell – arrangements des cordes
- Rob Cavallo – producteur
- Greg Collins – assistant ingénieur du son
- Steve Gerdes – direction artistique, design
- Goo Goo Dolls – producteur
- Bob Ludwig – mastering
- Mike Malinin – batteries
- Jamie Muhoberac – piano, claviers, processing
- Nick Paul - assistant ingénieur du son
- Melanie Nissen – photographie
- Carmen Rizzo – programmation
- Johnny Rzeznik – guitare, chant
- Allen Sides – ingénieur du son
- Robby Takac – basse, chant
- Darrell Thorp – assistant ingénieur du son

## Source
- (en) Cet article est partiellement ou en totalité issu de l’article de Wikipédia en anglais intitulé « Dizzy Up the Girl » (voir la liste des auteurs).